# Восточный ветер (фильм)
Восточный ветер (нем. Ostwind) — немецкий художественный фильм 2013 года режиссёра Кати фон Гарнье с Ханной Бинке в главной роли.

## Сюжет
Мика Шварц (главная героиня) плохо закончила учебный год, более того, из-за того что она расстроилась что не поедет в летний лагерь, её подруга зажгла контрольную которую написала Мика, контрольная упала в окно и опустилась на машину преподавателя. Всё это очень злит её родителей, строгих физиков. Поэтому вместо запланированного отдыха с подругой в летнем лагере Мике предстоит провести каникулы у своей бабушки Марии. Мария владеет поместьем Кальтенбах, на базе которого расположен одноимённый конный клуб.
Предполагалось, что здесь Мика с головой уйдёт в учёбу, однако в конюшне она случайно знакомится с жеребцом Оствиндом (Ostwind), которого все считают неукротимым, буйным и попросту опасным. Оствинд когда-то ударил бабушку Мики, в результате чего она стала инвалидом и больше не садилась в седло. Именно отсюда у лошади такая репутация. Но Мика, никогда раньше не проявлявшая интерес к лошадям, быстро находит с ним общий язык. В Кальтентбах также работает молодой парень Сэм, который становится для Мики хорошим другом. Дед Сэма, Герр Каан, бывший тренер по верховой езде, считает, что между Микой и Оствиндом есть особая связь, ведь Мика наделена, как оказалось, редким даром - понимать и чувствовать лошадей так, как их собратья.
Чтобы спасти, казалось бы, неисправимую лошадь от продажи на бойню, Мика никогда раньше не сидевшая в седле, хочет принять участие в предстоящем турнире по конкуру и доказать, что Оствинд "не безнадёжный". Не без помощи Герра Каана и своего дара всего за четыре недели Мика смогла научиться ездить верхом и доказать бабушке что у них с Оствиндом есть шанс на победу в предстоящем турнире. Мария очень горда, она дарит Мике свои сапоги для верховой езды, подчеркивая тем насколько её внучка достойная всадница.
Мишель, уже бывшая лучшая ученица Марии, из чувства зависти к успехам Мики намазывает ногавки Оствинда жгучей мазью, в результате чего во время выступления конь из-за сильнейшего дискомфорта в ногах вышел из-под контроля. Сэм пытается его успокоить, в результате чего оказывается ранен Оствиндом в голову и попадает в больницу. Мика понимает, что это конец: турнир не реабилитировал репутацию Оствинда, а только подорвал её ещё сильнее, и теперь его в любом случае ждёт бойня. Мика принимает решение сбежать с Оствиндом и спрятаться у своей подруги Фанни, которая пребывает в летнем лагере на берегу моря.
Мику ищет полиция. Тем временем дети в лагере накормили Оствинда сладостями, в результате чего лошадь испытывает колики. Из-за сильной связи с Оствиндом его болезнь вызывает у Мики глубокий шок. Фанни от безысходности звонит в Кальтенбах и просит о помощи. Родители приезжают за Микой и отвозят в больницу, там она встречает поправившегося Сэма. В разговоре они случайно выясняют настоящую причину поведения коня на турнире. Мика немедленно ловит такси до Кальтенбаха и рассказывает об обмане бабушке. Узнав обо всём, Мария прогоняет Мишель из своего конного центра. Мика бежит в конюшню и обнаруживает, что Оствинда уже забрали на бойню. Безутешная, она уезжает домой вместе с родителями. На дороге вдруг образовывается пробка, и их машина стоит. Оказалось, Оствинд повалил коневозку и сбежал, устроив тем самым аварийную ситуацию. Мика это чувствует, и бежит в место, куда, как ей кажется, мог побежать Оствинд. Она не ошиблась, и воссоединение двух родственных душ все-таки состоялось. Завершается всё на глазах у родителей Мики эпичным прыжком на Оствинде без седла через машину.
В дальнейшем Мика и Оствинд, вызывая всеобщее восхищение, продолжают выступать без амуниции.

## В ролях
| Актёр            | Роль             |
| ---------------- | ---------------- |
| Ханна Бинке      | Мика Шварц       |
| Марвин Линке     | Сэм              |
| Корнелия Фробёсс | Мария Кальтенбах |
| Тило Прюкнер     | Герр Каан        |
| Эмбер Бонгард    | Фанни            |
| Юрген Фогель     | Филипп Шварц     |
| Нина Кронъегер   | Элизабет Шварц   |
| Генриетта Мораве | Тинка            |
| Детлев Бук       | Ветеринар        |

## Отзывы
,,Восточный Ветер“ — это фильм о лошадях, запечатлевший в притягательных образах магию верховой езды на лоне природы. Также великолепен актёрский состав, особенно выделяется молодая звезда Ханна Бинке в её первой главной роли. Однако эти сильные стороны уменьшаются из-за чрезмерно выстроенного сценария и навязчивой музыки.
Оригинальный текст (нем.) „Ostwind" ist ein Pferdefilm, der die Magie des Reitens in freier Natur in beeindruckenden Bildern einfängt. Auch der Cast ist toll, vor allen anderen Jungstar Hanna Binke in ihrer ersten Hauptrolle. Diese Stärken werden allerdings durch das überkonstruierte Skript und die aufdringliche Musik geschmälert.
— Грегор Торинус, Filmstarts.de

Конный фильм о лошадях, сделанный в Германии. Фокус на глубоких взаимоотношениях между лошадью и человеком помогает в течение многих сырых минутах фильма.
Оригинальный текст (нем.)Solider Pferdefilm made in Germany. Der Fokus auf die tiefe Beziehung zwischen Pferd und Mensch hilft über so manch kitschige Filmminute hinweg.
— Косима Громанн, CountryMusicNews.de 

Сказочный фильм для девочек о взаимном укрощении, увлекательный рассказ, хотя драматургически не совсем завершённый.
Оригинальный текст (нем.)Märchenhafter Mädchenfilm über eine gegenseitige Zähmung, spannend erzählt, wenngleich dramaturgisch nicht ganz rund.
— Энциклопедия международного кино 

## Награды
Фильм получил титул «особенно ценный» от немецкого рейтинга кино и медиа. На фестивале фильмов в Мюнхене в 2013 году «Восточный ветер» получил премию Детской медиа «Белый слон» в категориях «Лучший режиссёр» и «Лучшая молодая актриса» (Ханна Бинкер).
Много кому этот фильм очень понравился.

## Продолжения
После большого успеха фильма CBJ в марте 2014 года объявил о его продолжении в новой форме. Сценаристы фильма, Кристина Магдалена Хенн и Леа Шмидбауэр, написали книгу, ставшую основой нового сценария. Роман за месяц попал на второе место списка бестселлеров беллетристики Börsenverein. В июне 2014 года было объявлено о съёмках продолжения фильма и год спустя, 14 мая 2015 года «Восточный ветер 2» вышел в кинотеатрах.
В 2016 году состоялась съёмка третий части — «Восточный ветер 3. Наследие Оры». Съёмки велись в ноябре 2016 года в конно-спортивном клубе Hauptgestüt Altefeld недалеко от Херлесхаузена в Северном Гессене. Премьера фильма состоялась 27 июля 2017 года.
Премьера четвёртой части «Восточный ветер 4. Легенда о воине» состоялась в 2019 году.
В 2022 году вышла в ютубе премьера пятой части "Восточный Ветер. Великий Ураган".